# 長浜浩明
長浜 浩明（ながはま ひろあき、1947年〈昭和22年〉 - ）は、建築設備家、文筆家。

## 来歴
群馬県太田市生まれ。1971年東京工業大学工学部建築学科卒。1973年同大学大学院修士課程環境工学専攻修了後、（株）日建設計入社。建築の空調・衛生設備設計に従事。2008年退社、執筆活動を始める。
一級建築士、技術士、公害防止管理者、企業法務管理士。

## 著書
- 『文系ウソ社会の研究』展転社、2008年
- 『続・文系ウソ社会の研究』展転社、2008年
- 『日本人ルーツの謎を解く 縄文人は日本人と韓国人の祖先だった!』展転社、2010年
- 『古代日本「謎」の時代を解き明かす 神武天皇即位は紀元前70年だった!』展転社、2012年
- 『「脱原発」を論破する 今、日本人の知性が試されている!』東京図書出版、2013年
- 『韓国人は何処から来たか』展転社、2014年
- 『国民のための日本建国史　すっきり分かる日本の国のはじまりと成り立ち』サンクチュアリ出版、2015年
- 『新版 国民のための日本建国史 神武東征から邪馬台国「謎」の時代を解き明かす』アイバス出版、2017年
- 『日本とアメリカ 戦争から平和へ』《上》《中》《下》 アイバス出版、2017年
- 『新文系ウソ社会の研究: 悪とペテンの仕組を解明する』展転社、2019年
- 『日本の誕生 皇室と日本人のルーツ』ワック、2019年
- 『最終結論 「邪馬台国」はここにある』展転社、2020年
- 『日本人の祖先は縄文人だった! ―いま明かされる日本人ルーツの真実』展転社、2021年
- 『謀略の戦争史―日本人が知っておきたい歴史の裏側』展転社、2021年

## 注
1. ↑  『韓国人は何処から来たか』著者紹介